# Die letzte Kriegerin
Die letzte Kriegerin (Originaltitel: Once were Warriors) ist ein neuseeländischer Film des Regisseurs Lee Tamahori aus dem Jahr 1994. Der Film basiert auf einem Roman, dem Erstlingswerk von Alan Duff, das im Jahre 1991 höchst erfolgreich war.
Der Film erhielt den OCIC-Preis 1994 in Montreal. Manche Māori befürchteten allerdings, dass dieser Film zu einem Bild führen könnte, das den Māori-Mann als generell gewalttätig erscheinen lässt.
1999 wurde mit What Becomes of the Broken Hearted? die Fortsetzung gedreht.

## Handlung
Der Film handelt von der Māori-Familie Heke in einer Stadt des heutigen Neuseeland und häuslicher Gewalt. Der Vater der Familie ist gewalttätig, die Familie fühlt sich in der Gesellschaft Neuseelands ausgegrenzt. Der Film nimmt gewisse Bezüge zur kriegerischen Vergangenheit des Volks der Māori.

## Kritik
Lexikon des internationalen Films: „Eine bestürzend realistische, packend inszenierte und vor allem in der weiblichen Hauptrolle überzeugend gespielte Familientragödie. Der Film sucht die Ursachen für die Katastrophe auch in den gesellschaftlichen Verhältnissen und kritisiert die Verdrängung der einheimischen Kultur durch die (Un-)Sitten der Weißen.“

## Auszeichnungen
Der Film erhielt weltweit insgesamt 19 erste Preise, so beim Filmfestival in Montreal, den Filmfestspielen von Venedig oder beim International Film Festival Rotterdam.